# Camellia grandis
Camellia grandis là một loài thực vật có hoa trong họ Theaceae. Loài này được (C.F.Liang & S.L.Mo) H.T.Chang & S.Y.Liang mô tả khoa học đầu tiên năm 1991.